# Diagramă arbore
Diagrama-arbore (engleză Tree Diagram, germană Baumdiagramm) este un instrument care permite identificarea tuturor mijloacelor pentru a atinge un scop, evidențiind toți factorii care contribuie la producerea unui efect sau obiectiv de realizat. Se aseamănă cu un „arbore” cu un număr crescător de „ramuri”. Dezvoltând relațiile de la rădăcină pe ramuri, această metodă ajută la alegerea soluției optime pentru atingerea unui scop. Diagrama tip arbore permite ca pornind de la alegerea unui punct de plecare (sau temă) de interes general să se treacă prin etape la niveluri de detaliu succesive a relațiilor cauze-efect. Pe măsura construirii diagramei, se recurge la descompunerea sistematică a obiectivului (scopului) în elementele sale componente, pentru indicarea legăturilor logice și secvențiale.
Dicționarul Business Dictionary formulează următoarea definiție: „Diagrama-arbore este un instrument grafic care descompune, apoi schițează în detaliu toate componentele sau elementele unei condiții, unui fenomen, unui proces sau unei situații, la niveluri sau stadii succesive.” 
Conceptul de „diagramă-arbore” este utilizat și în teoria probabilităților. În acest caz este utilizat un tip special de graf ale cărui „ramuri” sunt etichetate cu frecvențe sau probabilități. Acest tip de arbore de probabilități nu este prezentat în acest articol.

## Etape de construire a unei diagrame-arbore
Această diagramă se construiește în general în sens orizontal, de la stânga la dreapta. Diagrama se construiește parcurgând următoarele etape:
- Definirea temei sau obiectivului de către participanți sub forma „Cum să îmbunătățim...”. Propunerile de acțiuni realizabile se înregistrează pe fișe, evitându-se abstractizări. Fraza reținută ca temă trebuie să exprime fie necesități de satisfăcut, fie proiectul de realizat, fie problema ale cărei cauze sunt căutate. Propunerile de acțiuni realizabile se înregistrează pe fișe. Se recomandă ca participanții să se limiteze la 20 de acțiuni.[4]
- Gruparea soluțiilor propuse de către participanți, în funcție de afinități, soluții care nu prezintă diferențe semnificative. Se creează astfel ramuri de primul nivel, care conțin soluțiile sau măsurile primare pentru a atinge obiectivul. O măsură primară este aceea prin a cărei aplicare se rezolvă direct obiectivul.
- Diagrama se structurează prin dezvoltarea soluțiilor sau măsurilor secundare necesare și posibile pentru rezolvarea măsurilor primare. Rezultă astfel ramurile de al doilea nivel.
- Dezvoltarea măsurilor de ordin mai înalt. Se procedează la fel, creând ramuri de nivelul al treilea, al patrulea etc.[5]
- Verificarea relațiilor dintre obiective și măsuri, parcurgând schema de mai multe ori, în ambele sensuri. Astfel, prin întoarcerea la soluțiile sau măsurile primare se pune întrebarea „Este eficientă măsura pentru a rezolva obiectivul fixat?” Se trece apoi la măsurile secundare și se procedează la fel. Se verifică de fiecare dată dacă nu apare vreun conflict când se pune întrebarea: "Se atinge acest obiectiv dacă se aplică această măsură?". Este de observat că fiecare soluție/măsură propusă reprezintă, la nivelul său, o acțiune și, în același timp, un obiectiv pentru măsurile de ordin mai înalt.
- Trasarea diagramei. Se trasează liniile de relații optime între măsuri și obiective.

### Evaluarea ideilor obținute
La extremitatea din dreapta a fiecărei „ramuri” se găsesc ideile cercetate. Acestea nu prezintă toate același nivel de interes. Dacă s-au cercetat cauzele unei probleme se va căuta să se estimeze gradul lor de corelație cu problema. Dacă au fost propuse mijloace pentru aplicarea unor soluții, se va urmări să se evalueze nivelul de fezabilitate.
La această evaluare finală se recomandă următoarea procedură. Se trasează trei coloane la dreapta arborelui pentru a indica, pe coloane, nivelul de probabilitate sau de fezabilitate. Coloana 1 corespunde ponderii 1, coloana 2 ponderii 3, coloana 3 ponderii 9. Grupul de participanți afectează fiecărei idei obținute o pondere, prin vot individual. Pornind de la totalul ponderilor pentru fiecare idee se clasează ideile în ordinea interesului și se evaluează importanța lor în raport cu problema sau obiectivul general, fixat inițial.
Eficiența diagramei-arbore este condiționată de cunoașterea și aplicarea diagramei afinităților pentru regruparea acțiunilor stabilite.
Diagrama-arbore se poate utiliza pentru evaluarea soluțiilor și măsurilor ce trebuie aplicate atunci când există mai multe posibilități imediate de rezolvare a problemei, de îndeplinire a obiectivului fixat.
Diagrama-arbore urmează un proces general în sensul descendent al scării semantice. La construirea diagramei se face apel la un raționament logic deductiv.